# Petru Orseolo
Petru Orseolo, supranumit Petru Venețianul, alternativ Urseolo, Petru I, (n. 1011, Veneția, Republica Veneția – d. 1046, Székesfehérvár, Țările Coroanei Sfântului Ștefan, Ungaria), a fost al doilea rege al Regatului Ungariei, fiul dogelui venețian Pietro Ottone Orseolo al III-lea și al fiicei marelui principe Géza pe care diverșii autori o menționează  uneori cu numele Gizella, alteori Ileana sau Maria. Tatăl său a fugit în anul 1026 la Constantinopol din cauza unei rebeliuni care a avut loc în Veneția, în timp ce Petru și-a găsit refugiu în Ungaria, la curtea unchiului său, regele Ștefan I. Acolo tânărul Petru Orseolo, în vârstă de 15 ani, a fost numit de rege, comandant al gărzii regale. În 1031 după moartea prințului Imre a devenit un serios concurent la succesiunea tronului în fața lui Vazul și a celor trei fii ai lui Ladislau Szár. 